# パルー
パルー（伊: Palù）は、イタリア共和国ヴェネト州ヴェローナ県にある、人口約1,200人の基礎自治体（コムーネ）。

## 地理

### 位置・広がり

#### 隣接コムーネ
隣接するコムーネは以下の通り。
- オッペアーノ
- ロンコ・アッラーディジェ
- ゼーヴィオ

### 気候分類・地震分類
気候分類では、zona E, 2434 GGに分類される。
また、イタリアの地震リスク階級 (it) では、zona 3 (sismicità bassa) に分類される。